# バタン・ムラカ駅
バタン・ムラカ駅 （バタン・ムラカえき、マレー語:Batang Melaka Railway Station） は、マレーシアのムラカ州バタン・ムラカにある、ウエスト・コースト線の駅である。

## 概要
KTMインターシティの一部の列車が停車する。

## 歴史
- 1906年10月1日 - タンピン～グマス間開業。

## 駅構造
単式ホーム1面1線をもつ地上駅である。駅舎は南側にありホームに面している。北側に待避線が1線あり列車交換ができる。